# Az Agatha Christie: Poirot epizódjainak listája
Ez a lista az Agatha Christie: Poirot című sorozat epizódjainak felsorolását tartalmazza. A sorozat 1989. január 8-án debütált az Egyesült Királyságban a ITV csatornán. A sorozatban Agatha Christie azon műveit mutatták be, melyben a híres magánnyomozó, Hercule Poirot szerepelt. A sorozathoz 13 évad készült, az egyes részeket 1989 és 2013 között vetítették. Magyarországon az első öt évad epizódjait, azok rövidsége folytán, gyakran "Poirot-novellák" címen vetítik. Ezeket az epizódokat az Msat televízió mutatta be először, azonban egyes epizódokat a Magyar Televízió már korábban bemutatott, így lehetséges, hogy bizonyos részeket az évadukból kiragadva, hamarabb adtak le, mint ahogy sorrend szerint vetítették volna.
Az első hat évad jellemzően 45-50 perces epizódokból áll, a későbbiek pedig általában 90-100 percesek. Valamennyi történetet, függetlenül annak keletkezési idejétől, az 1930-as évekbe helyeztek.

## Áttekintés
| Évad | Évad | Epizódok | Eredeti vetítés      | Eredeti vetítés    | Magyar vetítés                                       | Magyar vetítés                                              |
| Évad | Évad | Epizódok | Évad kezdete         | Évad vége          | Évad kezdete                                         | Évad vége                                                   |
| ---- | ---- | -------- | -------------------- | ------------------ | ---------------------------------------------------- | ----------------------------------------------------------- |
|      | 1.   | 10       | 1989. január 8.      | 1989. március 19.  | 1997. március 4.                                     | 1997. május 6.                                              |
|      | 2.   | 9        | 1990. január 7.      | 1990. március 4.   | 1997. május 13.                                      | 1997. július 15.                                            |
|      | 3.   | 11       | 1990. szeptember 16. | 1991. március 10.  | 1995. július 22.                                     | 1997. szeptember 26.                                        |
|      | 4.   | 3        | 1992. január 5.      | 1992. január 19.   | 1997. október 3.                                     | 1997. október 17.                                           |
|      | 5.   | 8        | 1993. január 17.     | 1993. március 7.   | 1997. november 14.                                   | 1998. január 9.                                             |
|      | 6.   | 4        | 1994. december 25.   | 1996. március 16.  | 1997. május 31. (Duna TV) 2002. július 3. (Hallmark) | 1997. november 21. (Duna TV) 2002. szeptember 4. (Hallmark) |
|      | 7.   | 2        | 2000. január 2.      | 2000. február 19.  | 2001. november 17.                                   | 2001. november 24.                                          |
|      | 8.   | 2        | 2001. április 20.    | 2002. június 2.    |                                                      |                                                             |
|      | 9.   | 4        | 2003. december 14.   | 2004. április 26.  | 2004. október 9.                                     | 2004. október 30.                                           |
|      | 10.  | 4        | 2006. január 1.      | 2006. április 2.   | 2006. szeptember 30.                                 | 2006. december 30.                                          |
|      | 11.  | 4        | 2008. szeptember 14. | 2009. december 25. | 2009. január 23.                                     | 2009. február 13.                                           |
|      | 12.  | 4        | 2010. január 3.      | 2011. december 26. | 2011. március 12.                                    | 2011. április 4.                                            |
|      | 13.  | 5        | 2013. június 9.      | 2013. november 13. | 2014. február 16.                                    | 2014. március 16.                                           |

## Epizódlista

### Első évad (1989)
| Sor. | Év. | Cím                                                            | Rendező        | Író                                    | Premier                             |
| --- | --- | -------------------------------------------------------------- | -------------- | -------------------------------------- | ----------------------------------- |
| 1. | 1.  | A claphami szakácsnő esete (The Adventure of the Clapham Cook) | Edward Bennett | Agatha Christie Clive Exton            | 1989. január 8. 1997. március 4.    |
| Egyetlen eset sem kelti fel Poirot fantáziáját, amit az újságokban olvas. Amikor aztán egy nő felkeresi azzal, hogy eltűnt a szakácsnője és szeretné, hogy megkeresse, elvállaja az ügyet, de csak azért, mert megérinti, hogy rendes szakácsnőt nehéz találni. Az ügy felderítése közben képbe kerül egy banki alkalmazott, egy csalás, amellyel eltüntették a szakácsnőt, és a tulajdonában álló láda, amellyel egy gyilkosságot próbáltak eltussolni. |     |                                                                |                |                                        |                                     |
| 2. | 2.  | Gyilkosság a sikátorban (Murder in the Mews)                   | Edward Bennett | Agatha Christie Clive Exton            | 1989. január 15. 1997. március 11.  |
| Japp felügyelő kérésére Poirot ellátogat egy bűnügy helyszínére, ahol Mrs. Barbara Allen-t holtan találják. Az eset körülményeit megvizsgálva Japp egyszerű öngyilkosságként írná le az ügyet, ha nem hiányozna a szoba kulcsa. Az ügyben számos furcsaság felmerül és többen képbe kerülnek potenciális gyanúsítottként, mígnem kiderül, hogy az eset tulajdonképpen egy gyilkosságnak álcázott öngyilkosság, az álcázó pedig bosszúból akarta a gyanút valakire terelni… |     |                                                                |                |                                        |                                     |
| 3. | 3.  | Johnny Waverly esete (The Adventure of Johnny Waverly)         | Renny Rye      | Agatha Christie Clive Exton            | 1989. január 22. 1997. március 18.  |
| Valaki el akarja rabolni a három éves Johnny Waverlyt, és váltságdíjat követel levélben annak érdekében, hogy ne tegye. Apja, Marcus, felkeresi Poirot-t, miután a Scotland Yard, élükön Japp főfelügyelővel, nem hajlandóak foglalkozni az üggyel. Az utolsó levél alapján másnap délig kapnak haladékot, és Mrs. Waverly az éjszaka folyamán rosszul lesz és ágynak esik, másnap reggel pedig Jappék is megérkeznek. Mr. Waverly elküldi a személyzetet, Poirot és Hastings pedig elugranak reggelizni, de a visszaúton lerobban a kocsijuk. Eljön a dél, és minden óvintézkedés ellenére elrabolják Johnnyt. Nyomozása közben Poirot rájön, hogy a gyereket nem vihették ki a bejáraton, csak egy titkos alagúton át. Az esetet felgöngyölítve Poirot rájön, hogy az egész ügyet Mr. Waverly rendezte meg, az indíték pedig az volt, hogy vele szemben Mrs. Waverly származott gazdag családból, ő szegény volt, és mindenáron fel akarta újíttatni a családi kúriát, amit az asszony leállíttatott. |     |                                                                |                |                                        |                                     |
| 4. | 4.  | 24 feketerigó (Four and Twenty Blackbirds)                     | Renny Rye      | Agatha Christie Russell Murray         | 1989. január 29. 1997. március 25.  |
| Poirot vacsorázni megy a fogorvosával. Az étteremben látnak egy fehér szakállú úriembert, Henry Gascoyne-t, aki korábban mindig ugyanabban az időpontban járt enni és ugyanazt ette - ezzel szemben az elmúlt időszakban furcsamód felhagyott ezzel a szokásával, máskor jön és mást eszik. Néhány nappal később Henryt holtan találják, és Poirot számára ez nagyon gyanús lesz. Nem hiszi el, hogy csak véletlen baleset volt, különösen amikor kiderül, hogy Henrynek volt egy ikertestvére, Anthony, aki ugyanaznap halt meg, és egyetlen örökösük van, unokaöccsük, George Lorrimer. Poirot kikövetkezteti, hogy a férfi, akit látott az étteremben, Lorrimer volt, a gyilkosa, aki Henrynek álcázta magát, hogy megkaparintsa az örökséget. |     |                                                                |                |                                        |                                     |
| 5. | 5.  | Lakás a harmadikon (The Third Floor Flat)                      | Edward Bennett | Agatha Christie Michael Baker          | 1989. február 5. 1997. április 1.   |
| Poirot teljesen elunja magát, mert nincs új esete és a tetejébe meg is fázik. Hastings színházba viszi egy gyilkosságról szóló darabot megnézni, de abszurdnak találja. Amikor hazatér, döbbenten látja, hogy az alatta lakó, nemrég beköltözött hölgyet lelőtték. Poirot összefog Japp főfelügyelővel és nekilát kinyomozni a gyilkosságot. |     |                                                                |                |                                        |                                     |
| 6. | 6.  | A rodoszi háromszög (Triangle at Rhodes)                       | Renny Rye      | Agatha Christie Stephen Wakelam        | 1989. február 12. 1997. április 8.  |
| Miközben vakációját tölti Rodoszon, Poirot egy gyilkossági ügy nyomozásába kezd, amikor az egyik vendéget, Valentine Chantryt megmérgezik. Az italt a férjének szánták, és Douglas Goldé volt, aki mindvégig magánál tartotta azt. Goldot letartóztatják, de Poirot szerint nem ő volt a tettes, és amikor rájön, hogy a mérget csak helyben lehetett beszerezni, rájön arra is, ki volt a tettes. |     |                                                                |                |                                        |                                     |
| 7. | 7.  | Tengernyi gond (Problem at Sea)                                | Renny Rye      | Agatha Christie Clive Exton            | 1989. február 19. 1997. április 15. |
| Egy földközi-tengeri hajóúton leszúrják Mrs. Clappertont, és a fedélzeten tartózkodó Poirot segítségét kérik. A nő rendkívül ellenszenves volt, férjének alibije volt, titkos szeretője pedig állítása szerint aludt akkor, amikor elkövették a gyilkosságot. Miss Ellie Henderson a harmadik gyanúsított, akinek oka lett volna eltenni a nőt láb alól. Valamennyi elkövetőnek jó alibije van, így Poirot-ra vár a feladat, hogy kinyomozza a bűntényt. |     |                                                                |                |                                        |                                     |
| 8. | 8.  | A hihetetlen rablás (The Incredible Theft)                     | Edward Bennett | Agatha Christie Clive Exton David Reid | 1989. február 26. 1997. április 22. |
| Tommy Mayfield egy gyártulajdonos, aki harci repülőgépeket fejleszt. Cégének kormányzati segítségre lenne segítsége, de ezt nemigen kapja meg, mert pár évvel korábban a japánokkal folytatott üzlet miatt feketelistán van. Hogy visszanyerje a kormány szimpátiáját, elhatározza, hogy csapdát állít Mrs. Vanderlynnek, aki ismert náci szimpatizáns és valószínűleg kém. A csali a repülőgép terve lesz, Mrs. Mayfield azonban Poirot-t is meghívja a hétvégére, hogy biztosítsa: Vanderlyn nem visz magával semmit. |     |                                                                |                |                                        |                                     |
| 9. | 9.  | A treff király (The King of Clubs)                             | Renny Rye      | Agatha Christie Michael Baker          | 1989. március 12. 1997. április 29. |
| Henry Reedburnt, egy filmstúdió vezetőjét, meggyilkolták. Reedburn egy igazi zsarnok volt, aki kirúgott egy veterán színészt, megalázott egy fiatal rendezőt, és megzsarolt egy ifjú színésznőt, hogy írjon alá egy szerződést. A színésznő, Valerie Saintclaire fedezi fel a holttestet, aki átrohan a szomszédba, ahol az Oglander család bridzsel. A lapok közül azonban hiányzik a treff király, és ez vezeti el Poirot-t a gyilkoshoz. |     |                                                                |                |                                        |                                     |
| 10. | 10. | Az álom (The Dream)                                            | Edward Bennett | Agatha Christie Clive Exton            | 1989. március 19. 1997. május 6.    |
| Benedict Farley, a pitegyáros magához hívatja Poirot-t, és elmondja neki, hogy van egy furcsa visszatérő álma. Eszerint pisztolyt vesz elő a fiókjából, és azzal öngyilkosságot követ el. Attól tart, hogy valaki pszichésen manipulálja őt. Miután a következő nap Farleyt holtan találják, és pont úgy halt meg, ahogy megálmodta, Poirot, Hastings, és Japp főfelügyelő, Miss Lemon segítségével, nekilátnak kinyomozni az ügyet. |     |                                                                |                |                                        |                                     |

### Második évad (1990)
| Sor. | Év. | Cím                                                         | Premier                            |
| --- | --- | ----------------------------------------------------------- | ---------------------------------- |
| 11. | 1.  | Veszedelem a romházban (Peril at End House)                 | 1990. január 7. 1997. május 13.    |
| Miközben vakációjukat töltik, Poirot és Hastings találkoznak Magdala Buckley-val, a dúsgazdag örökösnővel. Elmondja nekik, hogy az elmúlt időszakban számtalan furcsa balesetet élt túl. Mikor észreveszi a kalapján a golyó ütötte nyomot. Poirot elvállalja a védelmét. Kideríti, hogy halott vőlegénye, aki pilóta volt, minden vagyonát ráhagyta, ráadásul dúsgazdag nagybátyja is elhunyt, és utána is örökölt. Miután kiderül, hogy az örökségen túl más tényezők is befolyásolhatták a tettest, Poirot nekilát felderíteni az ügyet. |     |                                                             |                                    |
| 12. | 2.  | A fátyolos hölgy (The Veiled Lady)                          | 1990. január 14. 1997. május 20.   |
| Az egyre kevesebb ügy miatt Poirot kissé önhitten úgy gondolja, hogy zsenialitása miatt csökkennek a bűnügyek. Egy nap Lady Millicent Castle-Vaughn, a címbeli fátyolos hölgy keresi fel, hogy segítsen visszaszerezni pár fiatal korában írt levelét egy zsarolótól. Miután más megoldás nem látszik, Poirot úgy dönt, visszalopja a leveleket - csakhogy Lady Millicent sem az, akinek látszik. |     |                                                             |                                    |
| 13. | 3.  | Az elveszett bánya (The Lost Mine)                          | 1990. január 21. 1997. május 27.   |
| Lord Pearson, annak a banknak az igazgatója, ahol Poirot a megtakarításait tartja, felkeresi a detektívet, hogy találja meg Mr. Wu Linget, akivel aznap lett volna egy megbeszélése, amire nem ment el. Az illető egy ezüstbánya tulajdonjogával kapcsolatban egyeztetett volna, de mint utóbb kiderül, megölték. A bizonyítékok egy amerikai férfira, Charles Lesterre nézve terhelőek, de Poirot szerint nem ő a tettes. |     |                                                             |                                    |
| 14. | 4.  | Rejtély Cornishban (The Cornish Mystery)                    | 1990. január 28. 1997. június 10.  |
| Poirot és Hastings Cornwallba utaznak Mrs. Pengelly kérésére, de mire odaérnek, a hölgy halott. Előző nap még azt üzente Poirot-nak, hogy a férje, Edward, aki fogorvos, valószínűleg szeretőt tart, és attól fél, hogy megmérgezi őt. Férjén, unokahúgán és az ő vőlegényén kívül más rokona nem él a faluban. Mikor Japp főfelügyelő letartóztatja a férjet, Poirot úgy gondolja, nem ő az elkövető, így nekilát tisztázni az ügyet. |     |                                                             |                                    |
| 15. | 5.  | Mr. Davenheim eltűnése (The Disappearance of Mr. Davenheim) | 1990. február 4. 1997. június 17.  |
| Matthew Davenheim, egy gazdag bankár, eltűnik. Utoljára a felesége látta, a gyanúsított pedig Gerald Lowen, Davenheim régi üzleti riválisa. Japp Poirot segítségét kéri, de mivel korábban kötöttek egy fogadást, így Poirot-nak úgy kell megoldania az ügyet, hogy nem hagyja el a lakását. Hogy kinyomozhassa az ügyet, Hastings segítségét kéri, és eközben egy ismerőse papagájára is vigyáznia kell. |     |                                                             |                                    |
| 16. | 6.  | Kétszeres bűn (Double Sin)                                  | 1990. február 11. 1997. június 24. |
| Poirot annyira unatkozik, hogy a visszavonulást fontolgatja, ezért ő és Hastings a tengerpartra utaznak a hétvégére. Ott találkoznak egy fiatal nővel, aki a nagynénje kérésére miniatűr festményeket kellett volna, hogy eladjon egy amerikai kereskedőnek. Csakhogy amikor a képekért ment, észrevette, hogy eltűntek, az amerikai pedig egy ismeretlen nőtől már egy órával korábban megvette azokat. Poirot Hastingsre bízza az ügyet, aki téves következtetéseket von le, így végül a belga detektívnek kell a kezébe vennie azt.      |     |                                                             |                                    |
| 17. | 7.  | Az olcsó lakás esete (The Adventure of the Cheap Flat)      | 1990. február 18. 1997. július 1.  |
| Poirot egyszerre két ügyet is fel akar göngyölíteni. Az egyik ügyben egy fiatal pár, Stella és James Robinson esetében akarja bebizonyítani Hastingsnek, hogy nyilvánvaló oka lehet annak, miért kapták meg a lakásukat olyan feltűnően olcsón. A másik ügyben Japp főfelügyelő kérésére nyomoz, ahol tolvajok lopták el egy amerikai tengeralattjáró terveit, és ami egy nagyszájú FBI-ügynök hibája. Miközben nyomoz, felfedezi, hogy egy titokzatos férfi személyében kapcsolat van a két ügye közt.                                     |     |                                                             |                                    |
| 18. | 8.  | Az elrabolt miniszterelnök (The Kidnapped Prime Minister)   | 1990. február 25. 1997. július 8.  |
| Banditák támadják meg a brit miniszterelnök autóját. Megússza kisebb sérülésekkel, de pár nappal később eltűnik. A brit kormány kétségbeesetten próbálja megtalálni, ugyanis egy fontos konferencián lenne jelenése. Japp főfelügyelő ajánlatára Poirot-hoz fordulnak, hogy segítsen kinyomozni az ügyet. |     |                                                             |                                    |
| 19. | 9.  | A Western Star esete (The Adventure of the Western Star)    | 1990. március 4. 1997. július 15.  |
| Poirot meghívást kap egy ismert belga színésznőtől, Marie Marvelle-től. Mostanában leveleket kap a Western Starral kapcsolatosan, ami egy értékes gyémánt, és a férje néhány éve áron alul vette.A levelek szerint a gyémántnak vissza kell kerülnie a jogos tulajdonosához, misztikus természete okán. Másnap Lady Yardley, egy másik értékes gyémánt, az Eastern Star tulajdonosa is hasonló leveleket kap. Miközben Poirot és Hastings meglátogatja őt, a gyémántot elrabolják.                                                          |     |                                                             |                                    |

### Harmadik évad (1991)
| Sor. | Év. | Cím                                                                      | Premier                                |
| --- | --- | ------------------------------------------------------------------------ | -------------------------------------- |
| 20. | 1.  | A titokzatos stylesi eset (The Mysterious Affair at Styles)              | 1990. szeptember 16. 1995. július 22.  |
| A történet évekkel korábban játszódik, mint az eddigi részek. Hastings kapitány, aki az első világháborúban a nyugati fronton harcolt, épp vidéken, Styles St. Mary-ben piheni ki fáradalmait. Éjszaka a ház úrnőjét megmérgezik sztrichninnel. Az ügy kinyomozása érdekében Hastings régi barátja, a háború borzalmai elől Angliába menekülő Poirot segítségét kéri. |     |                                                                          |                                        |
| 21. | 2.  | Mi nyílik a kertedben? (How Does Your Garden Grow?)                      | 1991. január 6. 1997. július 22.       |
| Poirot és Miss Lemon Surreybe utaznak, hogy meglátogassák Miss Amelia Barrowby-t. A hölgy azonban az éjszaka meghalt. Poirot az előző nap különös körülmények között találkozott vele egy virágkiállításon, ahol egy üres virágmagos zacskót adott át neki. Mikor hazatér, azt látja, hogy Miss Barrowby üzenetben kérte a segítségét. A nőt megmérgezték, és a lehetséges tettesek közt ott van az unokahúga és annak férje is. Japp főfelügyelő arra gyanakszik, hogy a tettes a nő szovjet ismerőse lehetett, de Poirot másként gondolja.                                      |     |                                                                          |                                        |
| 22. | 3.  | Hová lett egymillió dollárnyi kötvény? (The Million Dollar Bond Robbery) | 1991. január 13. 1997. július 29.      |
| Mr. Shaw, a banki alkalmazott feladata, hogy a Queen Mary hajó első útján vigyen egymillió dollár értékű kötvényt Amerikába. De amikor megtámadják, aztán megmérgezik, a banki asszisztens feladata lesz, hogy elvigye. A pénzintézet kérésére Poirot és Hastings is a hajóra szállnak. Amikor a kötvényeket ellopják, az alkalmazott gyanúba keveredik, különösen mert szerencsejáték-függő. |     |                                                                          |                                        |
| 23. | 4.  | A Plymouth Expressz (The Plymouth Express)                               | 1991. január 20. 1997. augusztus 5.    |
| A Plymouth-ba tartó expresszvonaton Poirot Florence Carrington gyilkossági ügyét nyomozza. A nő apja, Gordon Halliday minden pénzt hajlandó megadni azért, hogy kinyomozásra kerüljön az eset. Nemrég a pénzügyi gondokkal küzdő különélő férjével valamint egy szeretőjével is találkozott. Amikor kiderül, hogy az ékszerei is eltűntek, Poirot rájön, hogy akinél az ékszerek vannak, az a tettes. |     |                                                                          |                                        |
| 24. | 5.  | A darázsfészek (Wasp's Nest)                                             | 1991. január 27. 1997. augusztus 12.   |
| Egy falusi vásárban Poirot találkozik régi ismerősével, John Harrisonnal és menyasszonyával, aki divatmodell. Harrison meghívja őt és Hastings-t teára, amikor is Poirot megtudja, hogy a nő, Molly korábban egy másik férfi menyasszonya volt, és megtud pár furcsa dolgot, amiből arra következtet, hogy valaki nem őszinte, és valaki gyilkosságot fog elkövetni. Az ügy kinyomozásában Hastings új hobbijával, a fényképezéssel segít. |     |                                                                          |                                        |
| 25. | 6.  | Tragédia a Marsdon birtokon (The Tragedy at Marsdon Manor)               | 1991. február 3. 1997. augusztus 19.   |
| Marsdon Leigh egyik panziójának tulajdonosa hamis információval a faluba hívja Poirot-t és Hastings-t, ahol aztán meg kell fejteni egy valódi ügyet is, Mr. Maltravers halálát. A helyi folklór szerint a Marsdon-birtokot kísértetek szállták meg, és az özvegye szerint ezek rémítették halálra Mr. Maltravers-t. Poirot furfangos módon éri el, hogy az igazi tettes bevallja a gyilkosságot. |     |                                                                          |                                        |
| 26. | 7.  | A kettős nyom (The Double Clue)                                          | 1991. február 10. 1997. augusztus 26.  |
| Japp főfelügyelő kénytelen Poirot segítségét kérni egy ékszerrablási ügyben. Az állása érdekében minden követ meg akar mozgatni, de Poirot nyugalomra inti. Amikor a rabló újra lecsap, Poirot és Hastings elmennek Marcus Hardmanhez, akinek egy smaragd nyakláncát vitte el. Poirot Japp aggodalmai és az orosz emigráns Vera Rosszakoff társaságában nemigen halad az üggyel, ezért Hastings és Miss Lemon is elhatározzák, hogy besegítenek. |     |                                                                          |                                        |
| 27. | 8.  | A spanyol láda rejtélye (The Mystery of the Spanish Chest)               | 1991. február 17. 1997. szeptember 5.  |
| Lady Chatterton kéri Poirot segítségét, ugyanis félti a barátja, Marguerite Clayton életét. Meg van róla győződve, hogy a férje, Edward, aki az erőszakos természetéről ismert, megöli őt. Meghívják Poirot-t egy partira, ahol találkoznia kellene az illetővel, aki azonban nem jelenik meg. Másnap Japp főfelügyelő keresi fel őt azzal, hogy Edward holttestét megtalálták egy spanyol ládában, ami ugyanabban a helyiségben volt, ahol a parti is. Miközben először Marguerite barátját, Rich őrnagyot akarják letartóztatni, Poirot kinyomozza, ki is volt a valódi tettes. |     |                                                                          |                                        |
| 28. | 9.  | A királyi rubin elrablása (The Theft of the Royal Ruby)                  | 1991. február 24. 1997. szeptember 12. |
| Az egyiptomi Faruk herceget alaposan felültetik és ellopják tőle az értékes családi rubint. Mivel Hastings elutazott a karácsonyi ünnepekre a családjához, Poirot a Lacey családdal tölti az ünnepeket. Lacey ezredes, az ismert egyiptológus az egyike azon kevés embernek, akik tudták, hogy a rubin Angliában van. Poirot rájön, hogy az ezredesnek pénzügyi gondjai vannak, és az egyik vendége is gyanús, ezért elhatározza, hogy csapdát állít a tolvajnak. |     |                                                                          |                                        |
| 29. | 10. | A Viktória-bál esete (The Affair at the Victory Ball)                    | 1991. március 3. 1997. szeptember 19.  |
| Poirot egy jelmezbálba lesz hivatalos. Az este során hat ember közül, akik egy klasszikus olasz komédia szereplőinek öltöztek, kettőt megölnek. Poirot Japp főfelügyelő segítségével kell, hogy kinyomozza, mikor ölték meg az illetőket, és le kell lepleznie az imposztort - méghozzá élő rádióadásban. |     |                                                                          |                                        |
| 30. | 11. | A vadászház titka (The Mystery of Hunter's Lodge)                        | 1991. március 10. 1997. szeptember 26. |
| Poirot elkíséri Hastings-t egy vadászatra, de ő maga lebetegszik és ágyhoz kötött lesz. Amikor a házigazdát, Harrington Pace-t lelövik, Japp főfelügyelő segítségével kezdi el kinyomozni az ügyet. Pace nem volt túlságosan kedvelt ember, és sok haragosa volt. A rejtély megfejtésének kulcsa a titokzatos Mrs. Middleton, akit Pace alig egy hónapja vett fel. |     |                                                                          |                                        |

### Negyedik évad (1992)
| Sor. | Év. | Cím                                         | Premier                            |
| --- | --- | ------------------------------------------- | ---------------------------------- |
| 31. | 1.  | Az ABC-gyilkosságok (The A.B.C. Murders)    | 1992. január 5. 1997. október 3.   |
| Hastings hosszú idő után tér vissza Angliába, ahol Poirot alig várja, hogy végre egy izgalmas esetet kapjon. Erre hamarosan sor kerül, amikor rejtélyes leveleket kap egy magát csak ABC-ként bemutató gyilkostól. Az illető a gyilkosságai helyszínén az ABC vasúti menetrendet hagyja, és bár a helyszín és az áldozatok véletlenszerűen vannak kiválasztva, furcsa módon ábécésorrendet követnek. Poirot úgy véli, az illető nem egy őrült, hanem sokkal inkább egy intelligens sorozatgyilkos, határozott céllal.                                                                       |     |                                             |                                    |
| 32. | 2.  | Halál a felhők között (Death in the Clouds) | 1992. január 12. 1997. október 10. |
| Párizsi útja után Poirot repülővel tart hazafelé, a gépen olyan emberekkel is körülvéve, akiket nemrég ismert meg. Átalszik egy gyilkosságot, amikor is megölik az egyik utast, Madame Gisele-t. Az egyik utas, Lady Horbury letagadja, hogy ismerte az áldozatot, amiről Poirot tudja, hogy nem igaz, ezért ő lesz az első gyanúsított. Azonban a belga nyomozó szerint az igazi gyilkos terve sokkal komplexebb volt, hogy megszerezze az áldozat vagyonát. |     |                                             |                                    |
| 33. | 3.  | A fogorvos széke (One, Two, Buckle My Shoe) | 1992. január 19. 1997. október 17. |
| Poirot meglátogatja a fogorvosát, ám a távozása után nem sokkal holtan találják őt. A körülmények öngyilkosságra utalnak, Poirot szerint viszont nem, és valamennyi páciens potenciális gyanúsítottá válik. Köztük van Alastair Blunt bankigazgató, az ismert fasiszta Frank Carter, Mr. Amberiotis, aki Indiából való visszatérése óta fogfájással küszködik, és Mabelle Sainsbury-Seale, aki szintén nemrég jött vissza Indiából. Mikor Amberiotis meghal Novocaine-túladagolásban, és Sainsbury-Seale eltűnik, Poirot összekapcsolja az ügyet egy 12 évvel korábban Indiában történttel. |     |                                             |                                    |

### Ötödik évad (1993)
| Sor. | Év. | Cím                                                                            | Premier                              |
| --- | --- | ------------------------------------------------------------------------------ | ------------------------------------ |
| 34. | 1.  | Az egyiptomi sírkamra esete (The Adventure of the Egyptian Tomb)               | 1993. január 17. 1997. november 14.  |
| Sir John Willard, a kitűnő archeológus, a nemzetközi egyiptomi ásatás vezetője holtan esik össze, amikor Menherra fáraó sírkamráját felnyitják. A munkások az ősi átkot emlegetik, melynek gyanúja egyre erősödik, amikor az expedíció további három tagja is meghal. Poirot és Hastings Lady Willard felkérésére azonnal a helyszínre, a Királyok völgyébe utazik. |     |                                                                                |                                      |
| 35. | 2.  | A másodhegedűs (The Underdog)                                                  | 1993. január 24. 1997. november 21.  |
| Horace Trefusis, a neves vegyipari cég kémikusa éppen bizalmas papírokat nézeget az Astoprene nevű forradalmian új találmányról, mely után a náci Németország is érdeklődik, amikor is egy behatoló zavarja meg ténykedését. Nem sokkal később a vegyiüzem tulajdonosa, Sir Reuben Astwell gyilkosság áldozata lesz. A szürkeállománya csalhatatlanságáról híres Poirot kivételesen titkárnője, Miss Lemon hipnotizőr képességeit is felhasználja e rejtélyes ügy megoldásához. |     |                                                                                |                                      |
| 36. | 3.  | A sárga írisz (Yellow Iris)                                                    | 1993. január 31. 1997. november 28.  |
| Létezik olyan ügy, melyet még Poirot sem tudott megoldani? Úgy tűnik, igen. És mindez csak akkor derül ki, amikor a belga mesterdetektív egy sárga íriszt kap a reggeli postával és Hastings kapitány éppen egy újonnan megnyíló francia éttermet ajánl Poirot számára. Mint kiderül, mind a virág, mind az étterem meglehetősen fájó emléket éleszt fel. Két évvel ezelőtt Buenos Airesben a katonai puccs előestéjén egy elegáns francia étteremben megmérgezik Irist, a dúsgazdag olajvállalkozó feleségét. Poirot a katonai hatalomátvétel után kénytelen elhagyni Argentinát és a megoldatlan ügy azóta is kísérti. Most viszont úgy tűnik, a gyilkos vacsora emlékét az egykori résztvevők újra fel akarják idézni. |     |                                                                                |                                      |
| 37. | 4.  | Az eltűnt végrendelet (The Case of the Missing Will)                           | 1993. február 7. 1997. december 5.   |
| Poirot és Hasting kapitány a cambridge-i egyetemen a női egyenjogúságról hallgatnak előadást. Poirot régi barátja, Andrew Marsh akadémikus hívta meg őket, aki végrendeletében hatalmas vagyonát imádott gyámlánya, Violet helyett férfirokonaira hagyja. Ám egy napon közli Poirot-val, hogy megváltoztatja döntését. Másnap holtan találják és az előző, még érvényben lévő végrendelet is eltűnik. |     |                                                                                |                                      |
| 38. | 5.  | Az itáliai nemes esete (The Adventure of the Italian Nobleman)                 | 1993. február 14. 1997. december 12. |
| Hastings kapitány elegáns automobilt szeretne vásárolni Mr. Vizzini autószalonjában, amikor is a tulaj üzenetet kap, melyben arról tudósítják, hogy gyilkosság áldozata lesz. Ugyanazon a napon az üzenetet kézbesítő férfit holtan találják lakásában. Poirot és Hastings a nyomozás során London olasz negyedének alvilágába csöppen. |     |                                                                                |                                      |
| 39. | 6.  | A csokoládésdoboz (The Chocolate Box)                                          | 1993. február 21. 1997. december 19. |
| Poirot épp Brüsszelben tartózkodik Japp főfelügyelővel, aki a belga állam kitüntetését készül átvenni. Régi kollégáival való nosztalgiázása során felelevenítenek egy 20 évvel ezelőtt történt ügyet, amely Poirot fényes pályafutásának sikertelen esete volt. Még kezdő rendőr korában történt, mikor is Franciaország nagykövete, a francia katolikus egyház legfőbb ellensége, az özvegy Paul Déroulard hirtelen elhalálozott. Az orvosok szerint egyszerű szívroham vitte el, ám a szabadságon lévő ifjú Poirot lakásán felbukkant egy csinos fiatal hölgy, aki azt állította, gyilkosság történt. |     |                                                                                |                                      |
| 40. | 7.  | A halott ember tükre (Dead Man's Mirror)                                       | 1993. február 28. 1998. január 2.    |
| Gervase Chevenix egyáltalán nem örvend nagy népszerűségnek. Anglia egyik ősi családjának legexcentrikusabb tagja levelet ír Poirot-nak, kérés helyett utasítva, hogy legyen szolgálatára. A kackiás bajszú belga meglehetősen dühös, de már csak azért is meglátogatja leendő ügyfelét birtokán. A vacsora előtt érkezik meg a kastélyba, de pontosságáról ismert vendéglátója nem kerül elő. Nem csoda, hiszen holtan fekszik dolgozószobájában. |     |                                                                                |                                      |
| 41. | 8.  | Ékszerrablás a Grand Metropolitanben (Jewel Robbery at the Grand Metropolitan) | 1993. március 5. 1998. január 9.     |
| Hastings kapitány meghívja Poirot-t egy brightoni hétvégére. Egyik este a fényűző Grand Metropolitanben vacsoráznak, ahol az arisztokrácia krémje képviselteti magát. Megismerkednek Hastings ismerőseivel, az Opalsen családdal. A férj gazdag részvénytulajdonos, aki feleségének nemrégiben egy gyöngysort ajándékozott. Poirot érdeklődésére az asszony szívesen megmutatná sokat érő kincsét, de amikor felszalad érte a szobájába, annak hűlt helyét találja. |     |                                                                                |                                      |

### Hatodik évad (1994-96)
| Sor. | Év. | Cím                                            | Premier                                                                     |
| --- | --- | ---------------------------------------------- | --------------------------------------------------------------------------- |
| 42. | 1.  | Poirot karácsonya (Hercule Poirot's Christmas) | 1994. december 25. 1997. november 8. (Duna TV) 2002. december 4. (Hallmark) |
| Gorston Hallban ünnepi készülődés zajlik. Simeon Lee, a házigazda gyermekei, rokonai társaságába Poirot-t is meghívja, mivel arra gyanakszik, hogy valaki meg akarja ölni. Poirot pedig elfogadja a meghívást, mivel szállodájában éppen rossz a fűtés. Néhány órával azután, hogy a házigazda megváltoztatta végrendeletét, valóban meggyilkolják, és néhány értékes gyémánt is eltűnik a házból. Poirot-nak sok gyanúsítottja van, főleg miután rájön, hogy az áldozat negyven évvel azelőtt eltette láb alól volt üzlettársát, így több embernek lehetett oka a bosszúállásra, mint gondolta volna. |     |                                                |                                                                             |
| 43. | 2.  | A kisegér mindent lát (Hickory Dickory Dock)   | 1995. február 12. 1997. május 31. (Duna TV)                                 |
| Mrs. Nicolatis kis, hétszemélyes diákszállójában apróbb dolgok tűnnek el egymás után: egy sztetoszkóp, hintőpor, fél pár cipő, villanykörte, gyűrű, hátizsák. A lakók kleptomániára gyanakodnak mindaddig, amíg egyik társukat meg nem ölik. És az első gyilkosságot hamarosan több követi. |     |                                                |                                                                             |
| 44. | 3.  | Az ijedt szemű lány (Murder on the Links)      | 1996. február 11. 1997. október 4. (Duna TV) 2002. szeptember 4. (Hallmark) |
| Hercule Poirot éppen unatkozik, amikor levelet kap Franciaországból. A Dél-Amerikában meggazdagodott milliomos, Paul Renauld kéri azonnali segítségét, mert életveszélyben van. Poirot Hastings kapitány társaságában nyomban át is kel a Csatornán, azonban késve érkezik. Renauld-ot előző éjjel meggyilkolták. Míg a francia rendőrség és Poirot különböző módszerekkel nyomozni kezd, Hastings kapitány egy szép színésznőnek udvarol, akit a vonaton ismert meg, s aki váratlanul felbukkan a gyilkosság színhelyén…                                                                              |     |                                                |                                                                             |
| 45. | 4.  | A kutya se látta (Dumb Witness)                | 1996. március 16. 1997. november 21. (Duna TV) 2002. július 3. (Hallmark)   |
| Hercule Poirot kedves ismerőse, egy gazdag hölgy, aki éppen megváltoztatni készült végrendeletét váratlanul meghal. Az orvos szerint májelégtelenség okozta halálát - Poirot szerint megmérgezték. Poirot utolsó reménye az események egyetlen szemtanúja, "akivel" csupán egyetlen probléma van: az egyetlen tanú a halott nő kutyája. |     |                                                |                                                                             |

### Hetedik évad (2000)
| Sor. | Év. | Cím                                                 | Premier                              |
| --- | --- | --------------------------------------------------- | ------------------------------------ |
| 46. | 1.  | Az Ackroyd-gyilkosság (The Murder of Roger Ackroyd) | 2000. január 2. 2001. november 17.   |
| Poirot, aki visszavonultan éldegél vidéken, egyszerre egy újabb gyilkossági ügybe keveredik. Egy dúsgazdag mágnást, Roger Ackroydot meggyilkolják. A lehetséges gyilkosok száma nem kevés. Ahogy Poirot nyomoz, kiderül, hogy az ügynek köze lehet egy falusi nő öngyilkosságához, és az ő férjének az előző évi halálához. |     |                                                     |                                      |
| 47. | 2.  | Lord Edgware halála (Lord Edgware Dies)             | 2000. február 19. 2001. november 24. |
| Lady Edgware, a közismert színésznő, Jane Wilkinson, elég nagy gondban van: a férje nem akar tőle elválni. Ezért felkéri Poirot-t, hogy keresse meg a férfit és győzze meg valahogy. Lord Edgware-t, aki mindenkivel szemben rosszindulatúan viselkedett, végül holtan találják. A gyanúsítottak száma természetesen nem kevés. A rendőrség szerint a feleség lehetett a tettes, neki viszont betonbiztos alibije van. Elkövető lehetett még az örökségre pályázó unokaöcs és a vérig sértett asszisztens is, valamint a családi komornyik. |     |                                                     |                                      |

### Nyolcadik évad (2001-02)
| Sor. | Év. | Cím                                               | Premier           |
| --- | --- | ------------------------------------------------- | ----------------- |
| 48. | 1.  | Nyaraló gyilkosok (Evil Under the Sun)            | 2001. április 20. |
| Poirot éppen betegségéből lábadozik, orvosi tanácsra szigorú utasítások mellett egy szigeten található szállóban, ahová vele tart Hastings kapitány is. A szállóban meggyilkolnak egy másik vendéget, egy ismert filmcsillagot - a lehetséges elkövetők száma pedig meglehetősen nagy.                                      |     |                                                   |                   |
| 49. | 2.  | Gyilkosság Mezopotámiában (Murder In Mesopotamia) | 2002. június 2.   |
| Poirot elkíséri barátját, Hastings kapitányt egy iraki ásatásra. Az egyik archeológus feleségét, Mrs. Leidnert, meggyilkolják. Az eset előtt rejtélyes fenyegető leveleket kapott első férjétől, aki viszont vonatbalesetben elhunyt. Nem tudni, meghalt-e, vagy esetleg az öccse próbál bosszút állni a nevében valamiért. |     |                                                   |                   |

### Kilencedik évad (2003-04)
| Sor. | Év. | Cím                                 | Premier                              |
| --- | --- | ----------------------------------- | ------------------------------------ |
| 50. | 1.  | Öt kismalac (Five Little Pigs)      | 2003. december 14. 2004. október 9.  |
| Tizennégy évvel azután, hogy az anyját felakasztották az apja megöléséért, Lucy Crale felkéri Poirot-t, hogy nyomozza ki az igazságot az ügyben.Meg van róla győződve, hogy az anyja ártatlan volt, de szeretné megtudni, mi is történt valójában. Poirot meglátogatja azt az öt személyt, akinek köze lehetett a gyilkossághoz, és meghallgatja az ő verziójukat, ezután mindannyiukat egy helyre idézi, és elmondja, hogy történt az eset. |     |                                     |                                      |
| 51. | 2.  | Cipruskoporsó (Sad Cypress)         | 2003. december 26. 2004. október 16. |
| Elinor Carlisle és Roddy Winter egy boldog jegyespár. Elinor nagynénje, a gazdag Laura Welman ágyhoz kötött beteg, és levelet kap egy ismeretlentől, mely szerint valaki a nagynéni bizalmába férkőzve kitúrhatja őt az örökségből. Mrs. Welman végül meghal és Elinor örököl mindent. Ám ekkor Mary Gerrard, a család régi barátja, hosszú idő után újra felbukkan.Roddy beleszeret és felbontja az eljegyzést, ami miatt Elinor a halálát kívánja. Maryt meg is mérgezik, amibe belehal, ezért és Mrs. Welman haláláért pedig fel akarják akasztani. De vajon valóban ő volt a tettes? |     |                                     |                                      |
| 52. | 3.  | Halál a Níluson (Death on the Nile) | 2004. április 12. 2004. október 2.   |
| A friss házas Simon Doyle és Linett Ridgeway Egyiptomban töltik mézesheteiket, ahol Simon exmenyasszonya, Jackie De Bellefort folyamatosan zaklatja őket. A szintén itt vakációzó Poirot megpróbálja lebeszélni Jackie-t arról, hogy folytassa ezt. Amikor a nílusi hajóút során megölik az egyik utast, Poirot-nak rá kell jönnie, hogy a potenciális gyanúsítottak között mindegyiküknek van titkolnivalója. |     |                                     |                                      |
| 53. | 4.  | Hétvégi gyilkosság (The Hollow)     | 2004. április 26. 2004. október 30.  |
| Miközben házon kívül tölti a hétvégét, Poirot vacsorára lesz hivatalos Sir Henry és Lady Angkatell-hez. Vacsora után távozik, másnap pedig, amikor visszatér, felfedezi, hogy az egyik vendéget, John Christo-t meggyilkolták. Számos gyanúsított van: a hirtelen felbukkant régi szerető, a vérig sértett feleség, a jelenlegi szerető, és Edward Angkatell. A bizonyítékok azonban nem teszik egyértelművé, hogy ki volt az elkövető, sőt valamennyiükre nézve terhelő. |     |                                     |                                      |

### Tizedik évad (2006)
| Sor. | Év. | Cím                                                    | Premier                              |
| --- | --- | ------------------------------------------------------ | ------------------------------------ |
| 54. | 1.  | A titokzatos Kék Vonat (The Mystery of the Blue Train) | 2006. január 1. 2006. szeptember 30. |
| Poirot Calais-ból Nizzába utazik a Kék Vonat néven ismert járaton. Ruth Ketteringet, a gazdag örökösnőt valaki megöli, aki elmondások szerint nagyon szeretett volna elválni férjétől. Férje és szeretője is a vonaton utaztak, s ráadásul fülkét cserélt egy másik utassal, Katherine Grey-jel, tehát még az sem biztos, hogy ő volt a célpont. Greynek is megvoltak az ellenségei, mert nemrég szép summát örökölt, a kapzsi rokonoknak pedig ez nem tetszett. Hogy ki volt a célpont és ki a tettes, azt Poirot-nak kell kiderítenie. |     |                                                        |                                      |
| 55. | 2.  | Nyílt kártyákkal (Cards on the Table)                  | 2006. március 19. 2006. november 18. |
| Poirot egy vacsorán vesz részt, ahol a házigazdát, Mr. Shaitanát megölik: szíven szúrják, miközben a vendégek bridzseznek. Nyolc vendég van, ezek közül négyen potenciális elkövetők, négyen pedig (Poirot-t is beleértve) nyomozók, akik mindent megtesznek, hogy fény derüljön az ügyre. |     |                                                        |                                      |
| 56. | 3.  | Temetni veszélyes (After the Funeral)                  | 2006. március 26. 2006. október 21.  |
| Gilbert Entwhistle, Poirot régi barátja felkéri egy rejtély és egy gyilkossági ügy megoldására a belga nyomozót. Richard Abernethie a halála előtt nem sokkal megváltoztatta a végrendeletét, melyben az addigi egyedüli örökös, George Abernethie-t kitagadta. Bár sokat veszekedtek a halála előtt, Entwhistle szerint a végrendelet hamisítvány lehet. A másik ügy Cora Galaccio halála, akit Richard temetése után vertek agyon, és ő is örökölt az új végrendelet szerint…                                                          |     |                                                        |                                      |
| 57. | 4.  | Zátonyok közt (Taken at the Flood)                     | 2006. április 2. 2006. december 30.  |
| Rosaleen Cloade férje egy gázrobbanásban halt meg Londonban. Ő és a testvére, David Hunter örököltek mindent, de a testvér nem szeretne osztozni a férj rokonságával ezen. A rokonság kéri fel Poirot-t, hogy bizonyítson be egy teóriát: felmerült ugyanis, hogy Rosaleen első férje, egy felfedező mégis életben van, és ha ez igaz, úgy a Cloade-dal kötött házassága is semmis. Poirot oda is utazik, és egy botrányos jelenetnek lesz a szemtanúja. És ekkor megjő Enoch Arden…                                                     |     |                                                        |                                      |

### Tizenegyedik évad (2008)
| Sor. | Év. | Cím                                              | Premier                                  |
| --- | --- | ------------------------------------------------ | ---------------------------------------- |
| 58. | 1.  | Mrs. McGinty halott (Mrs. McGinty's Dead)        | 2008. szeptember 14. 2009. január 23.    |
| James Bentley bíróság elé kerül, főbérlője, Mrs. Abigail McGinty meggyilkolása miatt. A bizonyítékok egyértelműen ellene szólnak, és várhatóan fel fogják akasztani. Spence főfelügyelő azonban nem hisz a bűnösségében, ezért felkéri Poirot-t, hogy utazzon vidékre és segítsen kibogozni az ügyet. Vele tart Ariadne Oliver is. Mikor felfedezi, hogy a halála előtt a nő tintát vásárolt, kutakodni kezd Mrs. McGinty holmijai közt, ahol talál egy újságot. A lapból két fénykép ki van vágva, és Poirot ezen a nyomon elindulva oldja meg a rejtélyt.                                                         |     |                                                  |                                          |
| 59. | 2.  | Macska a galambok között (Cat Among the Pigeons) | 2008. szeptember 21. 2009. január 30.    |
| Shaista hercegnő, aki elmenekült országából, Ramatból, miután megdöntötték a monarchiát, a meadowbank-i lányiskolában bújkál. Váratlanul brutális gyilkosságok történnek, a hercegnő élete veszélybe kerül, és feltehetőleg minden egy értékes rubin miatt történik. |     |                                                  |                                          |
| 60. | 3.  | A harmadik lány (Third Girl)                     | 2008. szeptember 28. 2009. február 6.    |
| Poirot-t meglátogatja egy zavartan viselkedő örökösnő, Norma Restarick, aki azt állítja, attól fél, megölt valakit, majd eltávozik. Szerencsés véletlenként Ariadne Oliver egy épületben lakik a lánnyal, és elmondja Poirot-nak, hogy a legutóbbi partin is nagyon furán viselkedett, amikor fagylalttal kínálták meg. A lakótömbben Miss Lavinia Seagram-et, Norma korábbi nevelőjét holtan találták, és bár öngyilkosságként könyvelték el az esetet, Ariadne talál egy nyomot, hogy talán mégsem. Nem sokkal később megtámadják és elveszik tőle, így Poirot is beavatkozik az ügybe, ami egyre szövevényesebb. |     |                                                  |                                          |
| 61. | 4.  | Randevú a halállal (Appointment with Death)      | 2008. október 6. (DVD) 2009. február 13. |
| Keresztelő Szent János koponyáját keresik egy ásatáson Szíriában 1937-ben, és Poirot is a helyszínen van. Az ásatást Lord Boynton vezeti, aki gazdag amerikai felesége pénzéből finanszírozza azt. Amikor az erőszakos indulatos Lady Boyntont valaki megöli, Poirot-ra vár a feladat, hogy kinyomozza, ki tette. Ez nem egyszerű feladat, hisz annyian utálták a nőt, ráadásul a gyilkosság eleve lehetetlennek tűnik a körülmények alapján. |     |                                                  |                                          |

### Tizenkettedik évad (2010-11)
| Sor. | Év. | Cím                                                            | Premier                                                            |
| --- | --- | -------------------------------------------------------------- | ------------------------------------------------------------------ |
| 62. | 1.  | Tragédia három felvonásban (Three Act Tragedy)                 | 2010. január 3. 2011. március 19.                                  |
| Babbington tiszteletes meghal egy koktélpartin, amit a híres színész, Charles Cartwright tiszteletére tartanak. Nem sokkal később Bartholomew Strange is meghal mérgezésben egy vacsorán, aki Cartwright barátja volt. Látszólag nincs összefüggés az esetek között, de Poirot nyomozása során kideríti, hogy egy rejtélyes komornyik egy jól azonosítható anyajeggyel összefüggésbe hozható az esetekkel. Ő azonban eltűnt. Mégsem biztos, hogy ő a gyilkos, ugyanis történik egy harmadik bűntény is - egy szanatóriumi pácienst is megölnek, aki előzőleg írt Poirot-nak.    |     |                                                                |                                                                    |
| 63. | 2.  | Ellopott gyilkosság (Hallowe'en party)                         | 2010. október 27. 2011. március 26.                                |
| Ariadne Oliver és barátja, Judith Butler részt vesznek egy gyerekeknek szervezett Halloween-partin. Az egyik kislány, Joyce Reynolds azzal henceg, hogy évekkel korábban látott egy gyilkosságot. A buliban számtalan ember hallja ezt a kijelentését - és nem sokkal később a kislányt holtan találják. Poirot vidékre utazik Ariadne kérésére, és komolyan hiszi, hogy gyilkosság történt, miközben a rendőrség nem akar foglalkozni az üggyel. Egy helybéli pletykás nő szerint a faluban számtalan gyilkosság történt az elmúlt években, és a kislány bármelyiket láthatta. |     |                                                                |                                                                    |
| 64. | 3.  | Gyilkosság az Orient Expresszen (Murder on the Orient Express) | 2010. december 25. 2011. április 4.                                |
| Isztambulból Londonba tartó útjára Poirot jegyet kap a vasúttársaság vezetőjétől a híres Orient Expresszre. Ratchett, egy gazdag amerikai üzletember Poirot segítségét kéri, mert attól fél, hogy az élete veszélyben van. Poirot próbálja megnyugtatni, de a férfit másnap csakugyan holtan találják, miközben a vonat Szerbiában vesztegel a hóesés miatt lezárt pályán. Az utasok beszélnek arról, hogy láttak egy embert elszaladni a vonaton, viszont elvileg nem ismerték sem Ratchett-et, sem egymást, így egyre szövevényesebb lesz az ügy.                             |     |                                                                |                                                                    |
| 65. | 4.  | Az órák (The Clocks)                                           | 2011. december 26. 2009. december 30. (Norvégia) 2011. március 12. |
| Egy vak nő házában négy órát találnak elhelyezve egy holttest körül, melyeket ugyanabban az időpontban állítottak meg. Amikor Poirot-t bevonják az ügybe, ő rájön, hogy a gyilkosságot valószínűleg nem a házban követték el, a holttestet pedig csak idehozták. A szomszédok állításuk szerint nem láttak semmit, de Poirot szerint az egyiküknek lehet egy olyan titka, ami miatt megérte gyilkolni. És még az is lehet, hogy az óráknak semmi közük nincs is az ügyhöz. |     |                                                                |                                                                    |

## Meg nem filmesített történetek
A hasonlóságok miatt mellőzni vélt novellák listája (zárójelben a hasonló, már megfilmesített mű címe):
- "A második kondítás'' (A halott ember tükre)
- ''A Market Basing-i rejtély'' (Gyilkosság a sikátorban)
- ''A tengeralattjáró tervrajza'' (A hihetetlen rablás)
- ''A bagdadi láda rejtélye'' (A spanyol láda rejtélye)
- ''A Lemesurier-örökség'' a 2013-as Herkules munkái című filmben lett megfilmesítve.
- A Feketekávé színdarab nem lett megfilmesítve, de David Suchet 2012-ben játszotta a szerepet a The Agatha Christie Theatre Company szervezésében.

## Fordítás
Ez a szócikk részben vagy egészben  a   List of Agatha Christie's Poirot episodes című angol Wikipédia-szócikk ezen változatának fordításán alapul.  Az eredeti cikk szerkesztőit annak laptörténete sorolja fel. Ez a jelzés csupán a megfogalmazás eredetét és a szerzői jogokat jelzi, nem szolgál a cikkben szereplő információk forrásmegjelöléseként.